# Mikkel Duelund
Mikkel Duelund (ur. 29 czerwca 1997 w Aarhus) – duński piłkarz grający na pozycji pomocnika w Vejle BK.

## Kariera
Piłkę nożną zaczął trenować w wieku 2 lat w Virup IF. Następnie reprezentował kluby Vejlby Risskov Idrætsklub i Hjortshøj Egå Idrætsforening. W wieku 8 lat trafił do Skovbakken IK, a w wieku 11 lat został zawodnikiem Aarhus GF. W wieku 14 lat przeszedł do FC Midtjylland. W pierwszym zespole tego klubu zadebiutował 28 października 2014 w wygranym 5:1 meczu trzeciej rundy Pucharu Danii z Aarhus Fremad, jednakże profesjonalny kontrakt z pierwszą drużyną podpisał w styczniu 2015. W Superligaen zadebiutował 21 marca 2015 w meczu z Hobro IK. W sezonie 2014/2015 zdobył wraz z klubem mistrzostwo Danii. W 2015 został wybrany Talentem Roku U-21 w Danii. W sezonie 2017/2018 wywalczył drugie mistrzostwo Danii.
W sierpniu 2018 przeszedł do Dynama Kijów. Z tym zespołem zdobył dwa Puchary Ukrainy (2020, 2021) oraz mistrzostwo kraju w 2021. Również w 2021 został wypożyczony na jeden sezon z opcją wykupu do NEC Nijmegen. W sierpniu 2022 jego wypożyczenie zostało przedłużone o kolejny sezon. 29 stycznia 2023 Duelund za porozumieniem stron rozwiązał kontrakt z NEC Nijmegen i został wypożyczony do Aarhus GF do końca sezonu 2022/2023. Latem 2023 Aarhus przedłużyło wypożyczenie Duelunda, a w następnym roku wykupiło go z Dynama Kijów.
Latem 2025 podpisał dwuletni kontrakt z Vejle BK. W barwach tego zespołu zadebiutował 20 lipca 2025 w ligowym spotkaniu z Randers FC (1:1).
Grał w młodzieżowych reprezentacjach Danii od U-16 do U-21. Występował na mistrzostwach Europy U-21 w 2017 oraz 2019.